# Pháo đài cuối cùng
Pháo đài cuối cùng là phim hành động Mỹ 2001, đạo diễn là Rod Lurie, diễn viên chính là Robert Redford, James Gandolfini, Mark Ruffalo và Delroy Lindo.

## Truyện phim
Trung tướng Eugene Irwin chống lại lệnh tổng thống và tổ chức một cuộc đột kích nhằm bắt giữ một tên tội phạm chiến tranh. Trong chiến dịch này tám binh sĩ đã chết. Irwin do đó bị kết án mười năm tù và bị giam trong một nhà tù quân sự, dưới sự chỉ huy của Đại tá Winter.
Winter kính trọng Irwin và cho là nên lấy tên ông tướng này đặt cho một cơ sở quân sự. Tại cuộc gặp mặt đầu tiên ông yêu cầu tướng Irwin ký vào một cuốn sách của Irwin mà ông có. Trong khi sang phòng kế bên lấy sách tình cờ được nghe Irwin chỉ trích những lưu niệm quân sự mà ông sưu tầm, cho đó là những đồ mà những cựu chiến sĩ đã từng ra chiến trường sẽ không có. Winter bực bội quay trở lại nói dối là không tìm được cuốn sách đó.
Các tù nhân phàn nàn với Irwin về các phương pháp áp bức và có phần tàn bạo của người trưởng trại, mà đã bị điều tra ba lần. Họ hy vọng rằng Irwin sử dụng những quan hệ của ông với Washington. Irwin ban đầu bác bỏ điều này, bởi vì ông cho rằng các tù nhân khác chỉ phóng đại. Trong quá trình tiếp xúc Irwin có cơ hội, qua đối xử khéo léo với các tù nhân khác, giành được sự tôn trọng và lòng trung thành của họ.
Khi con gái Irwin, Rosalie, đến thăm ông, cô nói cô không biết nói chuyện gì với cha mình, vì tuy ông được mọi người kính trọng, nhưng cô không bao giờ có cơ hội để gần ông ta như một người cha của mình.
Có một lần, Irwin bị trừng phạt nghiêm khắc sau khi ngăn cản một người cai tù nện một tù nhân bằng dùi cui, hạ sĩ Ramon Aguilar, đã mắc lỗi chào Irwin theo kiểu quân đội trong sân nhà tù một điều bị cấm.
Tiếp tục theo dõi các hành vi tàn ác, Irwin cố gắng để thống nhất các tù nhân bằng cách xây một "bức tường lâu đài" bằng đá và vữa tại sân tù, mà hơi giống như một lâu đài thời trung cổ. Ghen tỵ với sự kính trọng Irwin đang nhận được, Winter ra lệnh cai tù phá hủy bức tường đó. Aguilar, đã trực tiếp tham gia xây bức tường đó, đứng lên ngăn cản xe ủi đất. Winter lại ra lệnh một tay thiện xạ trên chòi bắn một viên đạn cao su ngay vào đầu của Aguilar, gây tử thương.
Sau khi bức tường bị phá hủy, Irwin và các tù nhân sắp hàng để tiễn đưa Aguilar. Winter sau đó cố gắng hòa giải với Irwin, mà cho ông là một sự ô nhục cho bộ đồng phục của quân đội và yêu cầu ông từ chức.
Các tù nhân bắt đầu cư xử như những người lính của Irwin, sử dụng từ mã và cử chỉ, làm tù trưởng Winter càng thêm tức giận. Winter tìm cách mua chuộc Yates (Mark Ruffalo), một cựu sĩ quan và phi công máy bay trực thăng Apache bị kết tội điều khiển một nhóm buôn lậu ma túy. Yates được hứa nếu ông thông báo về kế hoạch của Irwin ông sẽ được giảm án.
Trong khi Wheeler đang đến thăm trại, Winter nhận được một lá thư đe dọa là các tù nhân sẽ bắt cóc tướng Wheeler. Sau đó Winter khám phá ra là ý đồ này chỉ là giả tạo. Irwin dàn cảnh để phát hiện ra cách các cai tù phản ứng khi một cuộc nổi loạn xảy ra.
Yates trở thành nhân vật quan trọng trong kế hoạch của họ, được giao phó nhiệm vụ ăn trộm quốc kỳ từ văn phòng cai tù và chiếm đoạt một máy bay trực thăng Bell UH-1 của cai tù. Cuộc nổi loạn bắt đầu.
Dùng vũ khí chế biến, các tù nhân đã chiếm được một xe thiết giáp và một trực thăng. Họ cũng gọi tới trung ương của Wheeler loan báo về cuộc nổi loạn. Winter có ít thời gian để dành lại trật tự trước khi Wheeler sẽ tới để chứng kiến là nhà tù bị bao vây. Ông ta ra lệnh dùng đạn thiệt để chống lại tù nhân.
Winter biết từ Yates rằng mục tiêu cuối cùng của Irwin là dương lá cờ Mỹ lộn ngược, một tín hiệu cổ điển báo lâm nguy. người đàn ông Irwin tạo ra sự tàn phá nhưng cuối cùng phải đối mặt với con số áp đảo của lính gác, tất cả các trang bị đạn thật. Biết kháng hơn nữa sẽ chỉ có nghĩa là một vụ thảm sát, Irwin lệnh cho các tù nhân đứng xuống. Mùa đông đã dừng lại thành công cuộc nổi dậy, nhưng Irwin vẫn bầu cho cá nhân kéo lá cờ.
Những người tù theo Irwin đã gây nhiều tàn phá nhưng sau cùng phải đối đầu với số đông cai tù có súng trang bị đạn thiệt nhắm vào họ. Biết chống cự lại chỉ đưa tới một cuộc thảm sát, Irwin ra lệnh tù nhân nằm ấp xuống. Winter đã thành công chận được cuộc nổi loạn, nhưng Irwin quyết định chính mình kéo cờ lên.
Không thể cản ông ta, Winter ra lệnh cho binh lính mình bắn vào Irwin trước khi lá cờ Hoa Kỳ lộn ngược dương lên. Tuy nhiên đại úy Peretz, phụ tá của ông, ra lệnh họ không khai hỏa. Khi không ai nghe theo, Winter quyết định tự giải quyết vấn đề và bắn chết Irwin, trước đó đã thành công dương cờ không lộn ngược, làm kinh ngạc Winter khi nhận ra. Mọi người cả tù nhân lẫn cai tù sau đó đều chào cờ. Còn Winter thì bị còng tay dẫn đi. Câu chuyện kết thúc với các tù nhân xây dựng một bức tường mới như đài tưởng niệm các bạn tù họ đã mất. Aguilar và tên của Irwin là một trong những tên được chạm khắc trên tường của lâu đài.